# 縄鏢

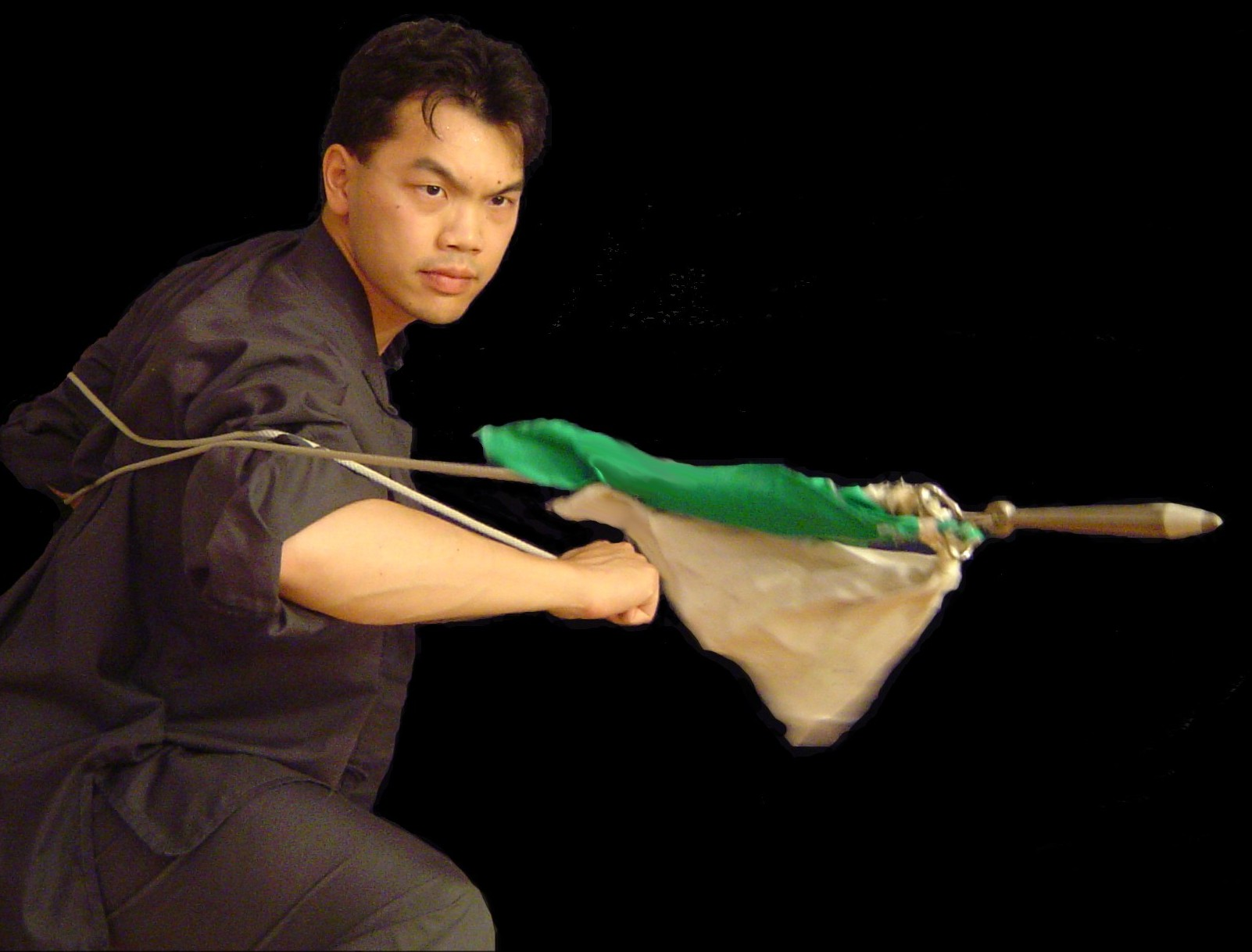
縄鏢の演武

縄鏢（じょうひょう、繁体字：繩鏢、簡体字：绳镖、ピン音:shéng biāo）は、鏢と呼ばれる棒手裏剣状の刃物に3–5ｍの縄がついた武器（索撃類暗器）である。中国武術で使用され、最初に記述されたのは、唐の時代である。
そのまま敵の急所目がけて投げつける打ち方と、縄を回転させて勢いを付け、一瞬の内に鏢を飛ばして攻撃する打ち方がある。縄が付くことで縄自体を回転させて前後左右どこでも攻撃ができ、一対多数の状況においても縄を何度も手繰って打ち込むことができる。

## 登場作品
落第忍者乱太郎
忍たま乱太郎
忍術学園の六年生の一人である中在家長次が得意武器として愛用しており、彼の顔の傷は縄鏢の激しい練習による物である。
 シャン・チー/テン・リングスの伝説
SABER CATS
主人公・宿祢光のかつての修行仲間であり、宿敵・雷仁飛の弟でもある雷鳳岩が操る武器の一つとして登場。
古武術の達人・怒麻重四郎に縄鏢で挑むも、
逆に早縄術に利用され瞬時に制圧されてしまった。